# Klinikum Weiden
Das Klinikum Weiden ist ein Krankenhaus der 2. Versorgungsstufe im oberpfälzischen Weiden. Es ist die größte und zentrale Einrichtung innerhalb der Kliniken Nordoberpfalz AG und zugleich Lehrkrankenhaus der Universität Regensburg.

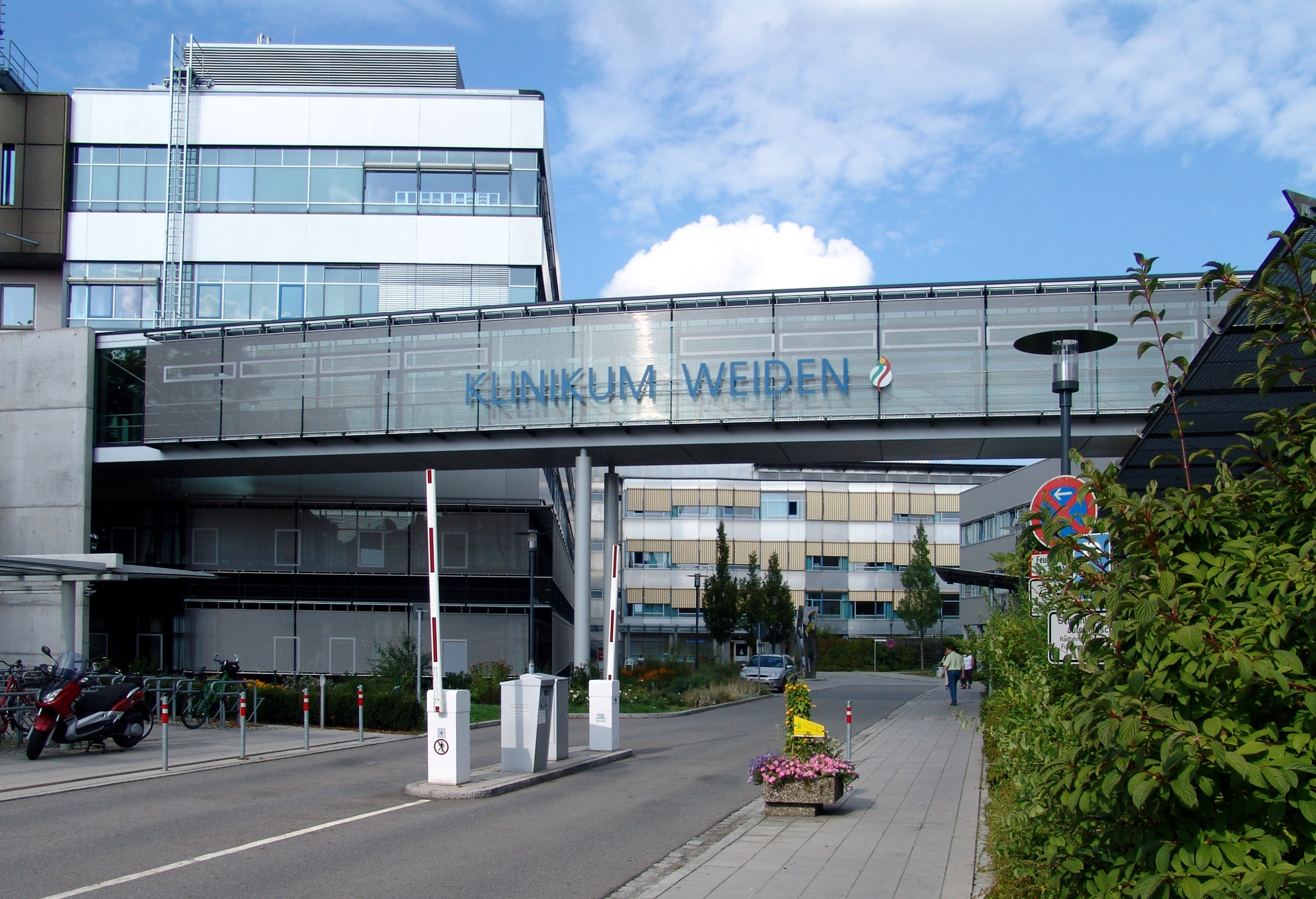
Haupteingang des Klinikum Weiden

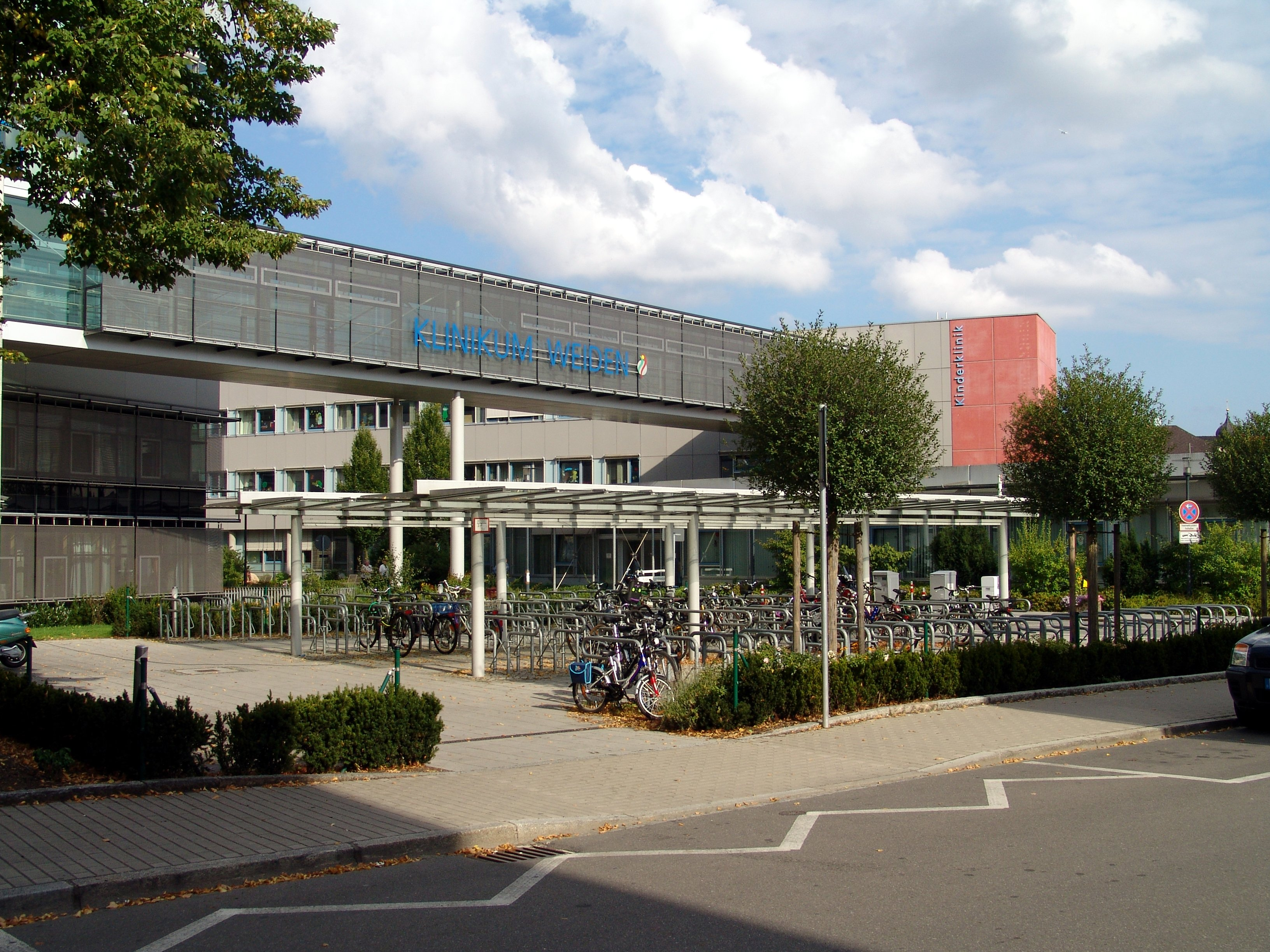
Blick auf die Kinderklinik Weiden

## Geschichte
Bedingt durch die Cholera und der mangelnden medizinischen Versorgung wird von der Regierung der Oberpfalz 1848 der Bau eines Distriktkrankenhauses in der Region Weiden-Parkstein gefordert und am 19. August ein Bauplan genehmigt. Zuvor wurden in Weiden, das damals mehr als 2.000 Einwohner beherbergte, Kranke in einem Hinterzimmer des damaligen Armenhauses behandelt, welches vier Betten umfasste. 1862 wird das gegründete Distriktkrankenhaus nach Zuständigkeit in eine Lokalkrankenanstalt für die Bewohner Weidens und in ein Distriktkrankenhaus für die Bewohner umliegender Gemeinden geteilt. Schon kurz darauf wird aufgrund mangelnder Hygiene ein Neubau in der heutigen Gabelsberger Straße errichtet. 1911 wird das Krankenhaus neu geplant um der steigenden Bewohneranzahl Weidens gerecht zu werden. Das Krankenhaus beherbergt im Oktober dieses Jahres 54 Betten für die 14.000 Einwohner der Stadt. Zum Kriegsbeginn 1914 wird die Anzahl der Betten verdoppelt und ein Lazarett im Krankenhaus errichtet. Nach dem Anstieg der Bewohnerzahl durch Flüchtlinge auf 40.000 im Jahre 1945 muss das überfüllte Krankenhaus 1954 auf 200 Betten erweitert werden, zudem wird eine zum Krankenhaus gehörige Krankenpflegeschule errichtet. 1961 wird auf dem benachbarten Areal die Kinderklinik in Weiden als modernste der Oberpfalz in Betrieb genommen. Seit 1980 wird das Krankenhaus ständig erweitert, wobei auch ein kompletter Neubau des Klinikums diskutiert wurde. Dies wurde aber in den 1980er Jahren verworfen und das Klinikum Weiden unterliegt seitdem einem ständigen Modernisierungsprozess. Seit 2002 ist das Klinikum Weiden zudem Lehrkrankenhaus der Universität Regensburg.

## Fachkliniken und Institute
Im Juli 2014 verfügte das Klinikum Weiden über 17 Fachkliniken und sieben Fachzentren.
- Medizinische Klinik I: Gastroenterologie, Hepatologie, Hämatologie & Onkologie, Diabetologie und Endokrinologie, Rheumatologie und Klinische Immunologie, Internistische Intensivmedizin, Infektiologie
- Medizinische Klinik II: Kardiologie, Pneumologie, Nephrologie, Intensivmedizin
- Allgemeinchirurgie (heute: Klinik für Allgemein-, Thorax- und Viszeralchirurgie)
- Anästhesie
- Augenheilkunde
- Gefäßchirurgie
- Gynäkologie
- Hals-Nasen-Ohren-Heilkunde
- Kinder- und Jugendmedizin
- Neurologische Klinik
- Nuklearmedizin
- Physiotherapie und Physikalische Therapie
- Radiologie
- Strahlentherapie
- Unfallchirurgie
- Urologie
- Zentrale Notaufnahme

## Daten und Fakten
- ca. 26.300 Patienten stationär pro Jahr
- ca. 43.500 Patienten ambulant pro Jahr
- 575 Betten
- 10 Dialyseplätze
- 10 Plätze in der Schmerztagesklinik[3]

## Sonstiges
Das Klinikum Weiden kooperiert mit dem Standort Weiden der Ostbayerischen Technischen Hochschule (OTH) Amberg-Weiden, welche Medizintechnik als Studiengang anbietet. Dazu hat das Klinikum im Mai 2014 einen Kooperationsvertrag mit der Technischen Hochschule in Weiden unterzeichnet. Das Ziel ist es, Praxis und Wissenschaft zu vereinbaren und voneinander zu profitieren.